# Cristiana Ferrando
Cristiana Ferrando (* 10. August 1995) ist eine italienische Tennisspielerin.

## Karriere
Ferrando begann mit sieben Jahren mit dem Tennisspielen und ihr bevorzugter Spielbelag ist der Hartplatz. Auf dem ITF Women’s Circuit hat sie bereits vier Einzel- und drei Doppeltitel gewonnen.
Ihr erstes Profiturnier spielte sie im Mai 2011 in Athen, wo sie in der zweiten Runde scheiterte. Ihr erstes Finale erreichte sie im September 2014, das sie gegen ihre Landsfrau Martina Trevisan mit 4:6 und 3:6 verlor. Der erste Turniersieg gelang Ferrando im März 2015, als sie im Finale des Turniers von Solarino die Französin Irina Ramialison mit 6:3 und 6:3 in zwei Sätzen bezwang.

## Turniersiege

### Einzel
| Nr. | Datum            | Turnier    | Kategorie   | Belag     | Finalgegnerin    | Ergebnis  |
| --- | ---------------- | ---------- | ----------- | --------- | ---------------- | --------- |
| 1.  | 9. März 2015     | Solarino   | ITF $10.000 | Hartplatz | Irina Ramialison | 6:3, 6:3  |
| 2.  | 22. Juni 2015    | Cantanhede | ITF $10.000 | Sand      | Kelly Versteeg   | 6:4, 7:66 |
| 3.  | 26. Februar 2017 | Nanjing    | ITF $15.000 | Hartplatz | Guo Hanyu        | 6:0, 6:2  |
| 4.  | 30. Juli 2017    | Granby     | ITF $60.000 | Hartplatz | Katherine Sebov  | 6:2, 6:3  |

### Doppel
| Nr. | Datum          | Turnier   | Kategorie   | Belag     | Partnerin            | Finalgegnerinnen                       | Ergebnis          |
| --- | -------------- | --------- | ----------- | --------- | -------------------- | -------------------------------------- | ----------------- |
| 1.  | 11. April 2016 | Iraklio   | ITF $10.000 | Hartplatz | Dalma Gálfi          | Ksenija Bekker Raluca Georgiana Șerban | 6:4, 5:7, [14:12] |
| 2.  | 16. Juni 2017  | Padua     | ITF $25.000 | Sand      | Alice Matteucci      | Gabriela Cé Catalina Pella             | 2:6, 6:0, [11:9]  |
| 3.  | 18. Juni 2021  | Jönköping | ITF W25     | Sand      | Oana Georgeta Simion | Carole Monnet Jacqueline Cabaj Awad    | 7:5, 6:4          |